# Edmond Jaloux
Edmond Jaloux, född den 19 juni 1878 i Marseille, död den 22 augusti 1949 i Lutry, Schweiz, var en fransk romanförfattare, essäist och litteraturkritiker.

## Biografi
Jalouxs verk tenderade att ha anknytning till Paris eller till hans födelseregion Provence. Han var intresserad av den tyska romantiken och av engelska författare. Sin största insats gjorde han som litteraturkritiker i Le Tempe, Les nouvelles littéraires m. fl. tidningar och tidskrifter.
År 1936 invaldes Jaloux som medlem i Académie française och 1909 tilldelades han Prix Femina.